# Lex Mamilia de senatoribus
La lex Mamilia de senatoribus o Mamilia de Jugurthae fautoribus va ser una antiga llei romana establerta a proposta de Mamili Limetà, tribú de la plebs, l'any 110 aC, quan eren cònsols Minuci Ruf i Postumi Albí. Castigava als que s'havien deixat subornar per Jugurta de manera que aquest havia pogut evitar les ordes del senat, i als que havien aconsellat al rei númida, o li havien retornat elefants i presoners, i els que havien pactat la pau amb Jugurta.